# Žuvintas
Jezero Žuvintas je 11. největší jezero v Litvě, je na severozápadním okraji okresu Alytus, 20 km na východ od města Marijampolė. Jezero je velmi mělké, zarostlé, lze stěží najít hranici mezi jezerem a jej obklopující bažinou. Na jihovýchodní straně jezera jsou dva ostrovy, jejichž celková plocha je 9 ha a mnoho nestálých, plovoucích ostrovů (litevsky: kinis). Dno je ploché, zarostlé vodním rostlinstvem. Méně zarostlá je jen jihovýchodní část jezera, ve které je i místo s největší hloubkou: 2,5 m. Dno je jílovité, místy pokryté vrstvou sapropelu (kolem 2,3 m, největší tloušťka vrstvy dosahuje 3,7 m). V zimě někdy jezero zamrzá až ke dnu. Skoro celé jezero je zarostlé různou vodní flórou, například orobinci, rákosím, stulíky, rdestem, lekníny a podobně. Rostlinná spleť tvoří nestálé plovoucí ostrovy. Zde bylo nalezeno 108 druhů mechů, 107 druhů hub a více než 600 druhů vyšších rostlin, některé z nich velmi vzácné, je zde 77 druhů zooplanktonu, více než 1000 druhů bezobratlých, 18 druhů ryb (nejčastější jsou: štika obecná, cejn velký, cejnek malý, perlín ostrobřichý, plotice obecná, okoun říční, karas obecný...), zde hnízdí, nebo bylo zaznamenáno 255 druhů ptáků. Od roku 1948 je jezero a jeho okolí vyhlášeno rezervací Žuvinto biosferos rezervatas.

## Jazykové souvislosti
Obecné slovo žuvis v litevštině znamená ryba. Žuvintas by se dalo přeložit jako rybnatý, zarybněný.